# Abū ʿUbayda al-Banshīrī
Abū ʿUbayda al-Banshīrī (in arabo أبو عبيدة البنشيري‎?), nome di battaglia di ʿAlī Amīn al-Rashīdī (in arabo علي أمين الرشيدي‎?) (Il Cairo, maggio 1950 – Lago Vittoria, 23 maggio 1996) è stato un terrorista egiziano, uno dei principali capi di al-Qāʿida.
Quando annegò nell'incidente di un traghetto sul Lago Vittoria nel 1996, era alla guida di al-Qāʿida in Africa e secondo comandante dell'intera organizzazione, dopo Osama bin Laden.

## Biografia
(Abū ʿUbayda al-Banshīrī)
Al-Banshīrī nacque nel maggio del 1950 al Cairo. Lavorò come poliziotto in Egitto prima di unirsi alla lotta antisovietica in Afghanistan, combattendo al fianco di Ahmed Shah Massoud.
Suo fratello aveva partecipato all'assassinio del presidente egiziano Anwar al-Sadat. Ayman al-Zawahiri, capo della Jihad islamica egiziana, presentò al-Banshīrī a Osama Bin Laden, che ne fu favorevolmente impressionato da nominarlo comandante militare degli arabi "afghani" (arabi cioè provenienti dall'Afghanistan dopo la fine della guerra contro l'URSS). Il secondo in comando dopo al-Banshīrī è stato Muhammad Atef. Fu colpito a una gamba durante la Battaglia di Jaji nel 1987.
Mentre era ancora in Afghanistan, nell'agosto del 1988, ha partecipato alla riunione di fondazione di al-Qa'ida, con Bin Laden, Mamduh Mahmud Salim, e altri.
Mentre in Kenya e Tanzania era conosciuto con diversi alias: Adel Habib, Karim e Jalal. Sposò una donna keniota e aprì a Nairobi un'attività di importazione di automobili dagli Emirati Arabi Uniti.
Ad un certo punto al-Banshīrī acquisì sia la cittadinanza sia documenti falsi olandesi. Prima del 1996, al-Banshīrī, Mohammed Atef e Yasin al-'Iraqi assistettero Enam Arnaut nell'acquisto di AK-47 e di un mortaio da una tribù pashtun chiamata Hajji Ayyub; le armi furono successivamente consegnate in grandi camion attraverso il campo di addestramento di Jawr e quello di allenamento di Jihad Wahl.

## Morte
Quando fu resa nota la notizia che il traghetto MV Bukoba era affondato nel lago Vittoria, al-Qāʿida inviò Fazul Abdullah Mohammed e Wadih el-Hage sulla scena, per verificare che al-Banshīrī fosse davvero morto, e che non avesse disertato o fosse stato catturato.
Ad al-Banshīrī succedette come comandante "militare" di al-Qāʿida un altro ex-poliziotto egiziano, Mohammed Atef, considerato il suo amico inseparabile. Il ruolo chiave di al-Banshīrī in Africa orientale è stato assunto, almeno in parte, da 'Abd Allah Ahmad 'Abd Allah.
Maloy Moheb al-Qandahari scrisse su al-Banshīrī una poesia dal titolo "Lacrime negli occhi del tempo" per commemorarlo tra i più grandi caduti fra i "mujaheddin". al-Zawāhirī recitò la poesia nella sua trasmissione internet nel gennaio 2006.